# Jøder i Sudan
Historien om jøderne i Sudan rækker over et århundrede tilbage. Det spænder fra en vanskelig periode med religiøs intolerance til velstand for landets jødiske befolkning, og derefter tilbage til en næsten komplet forsvinding af samfundets jøder, hvoraf de næsten alle, forsvandt i det tyvende århundrede.
De jødiske samfund i Sudan var koncentreret i hovedstaden Khartoum, og blev etableret i slutningen af de 19. århundrede. Ved midten af de 20. århundrede var der omkring 350 jøder, hovedsageligt af sefardisk baggrund, der havde bygget en synagoge og en jødisk skole. Mellem 1948 og 1956 forlod nogle medlemmer af det jødiske samfund i landet, og der ophørte med at eksistere jøder i landet ved begyndelsen af 1960-erne.